# Лунин, Борис Николаевич
Бори́с Никола́евич Лу́нин (1918—1994) — участник Великой Отечественной войны, командир партизанской бригады «Штурмовая», действовавшей в оккупированной Белоруссии, Герой Советского Союза (1944), лишён всех званий и наград в связи с осуждением.

## Биография
Родился в селе Турки Саратовской губернии (ныне районный центр, Саратовская область) в семье крестьянина.
В 1939 году был призван в Рабоче-крестьянскую Красную Армию. С февраля 1941 года он занимал должность командира миномётного расчёта 17-го полка 17-й бронетанковой дивизии.
С июля 1941 года — на фронтах Великой Отечественной войны. 8 августа 1941 года Лунин, чьё подразделение к тому времени уже попало в окружение, был захвачен немецкими войсками в плен. Первоначально содержался в концлагере «Дрозды». В марте 1942 года ему удалось бежать из плена и присоединиться к партизанам.
В апреле 1942 года стал командиром партизанского отряда «Штурм», впоследствии преобразованного в партизанскую бригаду «Штурмовая», которая в 1942—1944 годах нанесла значительный ущерб оккупантам.
В мае 1942 года в районе деревни Швали отряд пустил под откос эшелон с цистернами спирта, а в районе деревни Петрашки — ещё один. Неоднократно отряд участвовал в стычках с немецкими подразделениями. К сентябрю 1942 года на счету отряда было уже девять уничтоженных эшелонов. До декабря 1942 года отряд действовал самостоятельно, практически без связи с «Большой землёй».

#### Самосудный расстрел 8 разведчиков
2 декабря 1942 года из Минска скрылась группа советских разведчиков во главе с резидентом Вишневским, чьи явки к тому времени уже были провалены немецкой контрразведкой. Вскоре группа Вишневского и ещё одна группа (общая численность — восемь человек) присоединилась к отряду.
22 декабря 1942 года отряды «Штурм», «Грозный» и «За отечество» атаковали немецкий гарнизон в городе Логойске, разгромив полицейское управление, банк, продовольственные и фуражные склады. Потери немецких войск составили несколько десятков погибших. Впоследствии вышеперечисленные отряды были сведены в бригаду «Штурмовая», которую и возглавил Лунин. Численность бригады достигла 800 человек.
Новый 1943 год командованием бригады отмечался вместе с членами разведгрупп. Лунин, имевший склонность к алкоголизму, поссорился с Вишневским на следующий день, когда они вместе с комиссаром Фёдоровым ехали в гости на хутор Юшки, в районе Радошковичей. По дороге обратно Лунин заявил Фёдорову, что Вишневский хочет занять его место. Вернувшись в штаб, Лунин вскоре уехал в Руднянский лес, к соседнему партизанскому отряду и лишь к вечеру в состоянии сильного алкогольного опьянения он вернулся. Прямо с порога он заявил Фёдорову, что Вишневский и все остальные разведчики — немецкие перевербованные агенты, заброшенные с целью уничтожения партизанского командования. О том, что в партизанские соединения были заброшены шесть групп разведчиков, Лунину сообщил, по его словам, командир соседнего партизанского отряда Кеймах («Дима»), а он ранее получил радиограмму от Пантелеймона Пономаренко.
Фёдоров пытался возражать Лунину, говоря, что расследование должен провести трибунал, пытался отговорить его от самоуправства и самосуда. Через некоторое время в штаб пришёл начальник особого отдела бригады Белик, который принёс мешок с одеждой и заявил, что все восемь разведчиков во главе с Вишневским уже расстреляны.
На следующий день издал приказ по бригаде, в котором заявил об «уничтожении фашистских лазутчиков». Комиссар Фёдоров отказался подписать приказ, и тогда его подпись подделал начштаба бригады Иосиф Фогель.

#### Деятельность бригады
Бригада «Штурмовая» продолжала успешные боевые действия, действуя в Минской и Вилейской областях. Весной 1943 года бригада защищала предназначенные немцами для полного уничтожения белорусские деревни. 30 апреля 1943 года партизаны разгромили карательную колонну.
Позже партизаны напали на гарнизон, охранявший мост на реке Удранке, уничтожив и гарнизон, и мост. Затем бригада уничтожила две автомашины с немецкими войсками, которые направлялись на помощь разгромленному ранее гарнизону. Общие немецкие потери в этих столкновениях составили 40 офицеров и солдат.
2 мая 1943 года против бригады была проведена карательная операция, продлившаяся до 12 мая и не увенчавшаяся успехом. Бригада продолжила совершать диверсии. Всего же с 1 апреля по 1 июля 1943 года бригада уничтожила 672 немецких солдата и офицера, разгромила пять гарнизонов, пустила под откос 11 эшелонов, уничтожила 27 автомашин, 7 бронемашин, 4 танка, 12 мостов, более 1000 тонн горюче-смазочных материалов. Однажды на совещании, устроенном секретарём Минского подпольного обкома КП(б) Романом Мачульским, находящийся в состоянии алкогольного опьянения Лунин устроил дебош, заявляя, что его бригада постоянно работает на второстепенных участках и что её постоянно обходят. Мачульский пригрозил разжаловать Лунина и отстранить его от командования. Лунина спасло лишь вмешательство других командиров бригад.
15 октября 1943 года был упомянут в списке отличившихся партизанских командиров по итогам «рельсовой войны» в приказе начальника Центрального штаба партизанского движения Пантелеймона Пономаренко. В числе 18 командиров партизанских отрядов был представлен к званию Героя Советского Союза.
1 января 1944 года Указом Президиума Верховного Совета СССР «за образцовое выполнение правительственных заданий в борьбе против немецко-фашистских захватчиков в тылу противника и проявленные при этом отвагу и геройство и за особые заслуги в развитии партизанского движения в Белоруссии» был удостоен звания Героя Советского Союза с вручением ордена Ленина и медали «Золотая Звезда» за номером 3567.
В день присвоения Лунину звания Героя Советского Союза его подчинённые уничтожили эшелон. Весной 1944 года против бригады было предпринято несколько карательных операций, но все они не увенчались успехом. К лету 1944 года в составе бригады уже было шесть отрядов общей численностью 1464 человека. 2 июля 1944 года она соединилась с наступающими частями Красной Армии.

#### После войны
Уже после освобождения Минска бывший подпольщик Павел Ляховский, до которого дошли слухи о расстреле Вишневского, написал в НКГБ СССР о своих подозрениях. Имеются сведения о разговоре Сталина с Пономаренко по поводу злоупотреблений партизан на оккупированной территории, а также о случаях необоснованных репрессий, однако Сталин не проявил к этим случаям никакого интереса.
После окончания войны работал помощником министра автотранспорта Белорусской ССР, а впоследствии — заместителем начальника автоколонны в Краснодарском крае.
В 1953 году переехал в станицу Белозерскую Краснодарского края, где получил в наследство дома, но вскоре ему пришлось продать их и поселиться в Анапе, где он устроился на работу на комбинат коммунальных предприятий. В Анапе он и был арестован следователем военного трибунала Белорусского военного округа Васютовичем. По воспоминаниям очевидцев, Лунин во время ареста сказал: «Меня?! Арестовать?! Да знаешь, кто я такой?! Ты, мальчишка!»
22 июня 1957 года был осуждён военным трибуналом Белорусского военного округа к 7 годам лишения свободы. Согласно тексту приговора, Лунин в должности командира партизанской бригады неоднократно отдавал приказы об убийствах мирных советских граждан партизанами, а его подчинённый Белик — в том числе и детей.
26 ноября 1957 года Указом Президиума Верховного Совета СССР был лишён всех званий и наград.
Во время и после отбытия наказания неоднократно обращался с просьбами о реабилитации, утверждая, что все убитые по его приказу люди были врагами Родины. С ходатайствами о реабилитации своего командира обращались и бывшие партизаны из «Штурмовой». Все ходатайства были отклонены, он был признан осуждённым законно и не подлежащим реабилитации.
Скончался в 1994 году и был похоронен в Анапе.